# Ширяєве (село)
Ширя́єве — село в Україні, у Новослобідській сільській громаді Конотопського району Сумської області. До 2017 підпорядковане Князівській сільській раді. Населення становить 196 осіб.

## Географія
Село Ширяєве знаходиться на відстані 1,5 км від сіл Князівка, Нові Гончарі і Старі Гончарі. До села примикає лісовий масив - ліс Ширяївський. Поруч проходить автомобільна дорога Т 1908.

## Історія
12 червня 2020 року, відповідно до розпорядження Кабінету Міністрів України № 723-р «Про визначення адміністративних центрів та затвердження територій територіальних громад Сумської області», село увійшло до складу Новослобідської сільської громади.
19 липня 2020 року, в результаті адміністративно-територіальної реформи та ліквідації Путивльського району, увійшло до складу новоутвореного Конотопського району.

## Відомі люди
В селі народився Висоцький Петро Йосипович — радянський льотчик, Герой Радянського Союзу.

## Пам'ятки

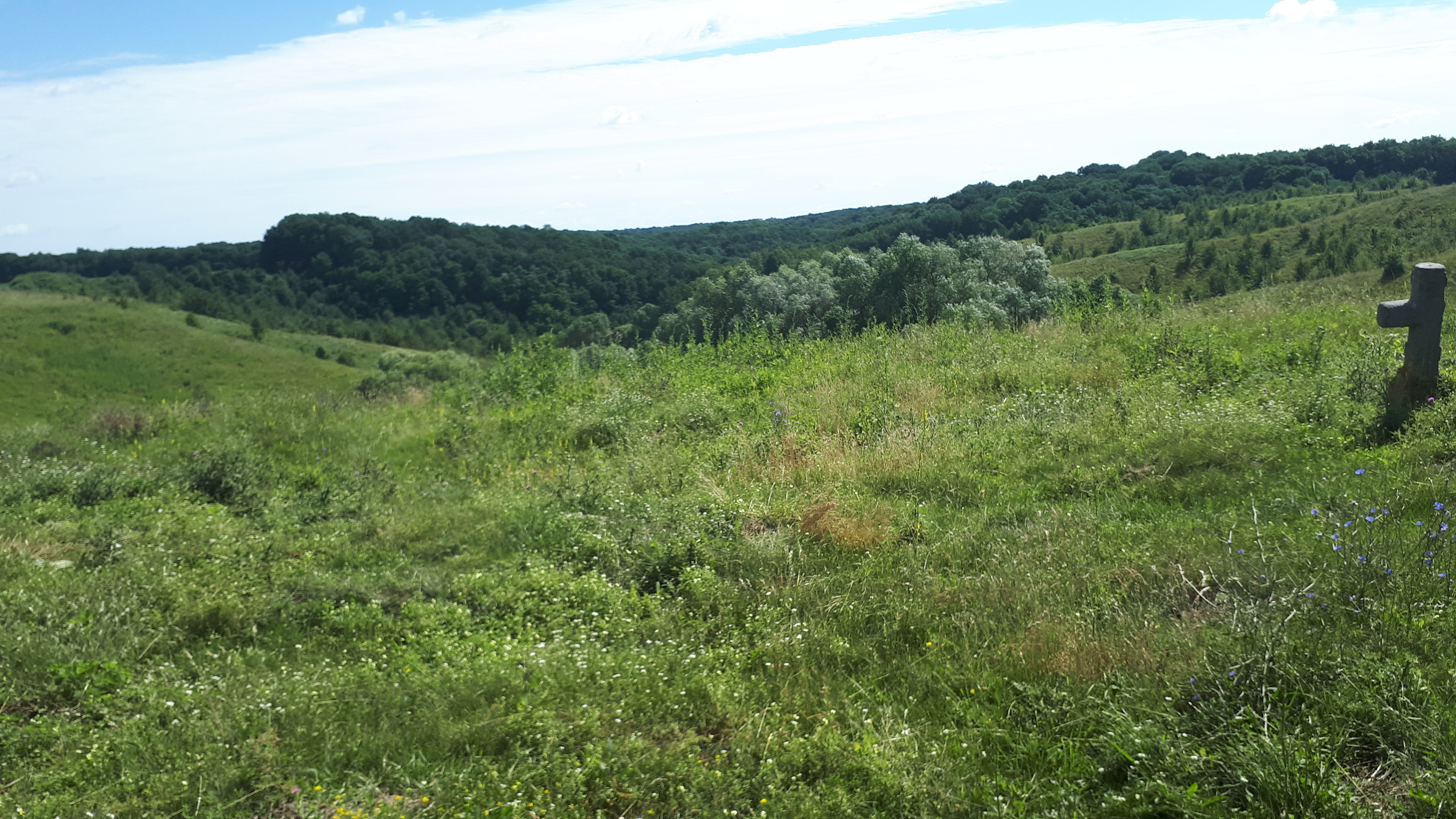
Скіфське городище

На мальовничому мисі правого берега річки Сейм поблизу села розташована пам’ятка національного значення Ширяївського городища скіфського часу. Під час досліджень виявлено залишки двох різночасових житлових споруд , що відносились до різних часових горизонтів. Найбільш пізній горизонт датується знахідкою книдської амфори IV ст. до н.е. Фактично вперше було знайдено матеріали, що свідчать про існування городищ Путивльського Посейм′я в пізньоскіфський час.
Керамічний комплекс з даних горизонтів не відрізняється від синхронного матеріалу з більш південних регіонів лісостепу. Разом з тим масові знахідки глиняних грузил свідчать про більшу роль рибальства та зближують цю пам′ятку з городищами юхнівської культури Подесення. Характерною особливістю є знахідка великої кількості кварциту, виходи якого розташовані на відстані понад 10 кілометрів від укріплення.